# Åbo Morgonblad
Åbo Morgonblad var ett svenskspråkigt veckoblad i Åbo som utkom 1821. Tidningen grundades av författaren Adolf Ivar Arwidsson och betecknas som Finlands första politiska tidning.
Åbo Morgonblad, vars första nummer utkom den 5 januari 1821, präglades av Arwidssons romantiska nationaluppfattning och en önskan om att väcka befolkningens  medborgarsinne. Det politiska budskapet uppskattades inte av de ryska makthavarna som krävde att tidningen skulle läggas ned. Utgivningen upphörde i september 1821.